# Caryl Strzelecki
Caryl Strzelecki, né le 8 septembre 1960 à Coursel (province de Limbourg), est un illustrateur, dessinateur de presse et auteur de bande dessinée belge néerlandophone. Connu pour son livre Les Couleurs du ghetto, un roman graphique sur le ghetto de Varsovie qui est traduit dans plusieurs langues et reçoit de nombreux prix en Belgique et à l'étranger. Également connu sous les pseudonymes Caryl et Chessman.

## Biographie

### Jeunesse et formation
Caryl Strzelecki naît le 8 septembre 1960 à Coursel. Il est issu d'un père polonais et d'une mère néerlandaise. Son père a été envoyé dans les camps de travail pendant la Seconde Guerre mondiale. Après celle-ci, il est venu travailler dans les mines de charbon à Beringen. Caryl Strzelecki étudie à l'École de graphisme d'Eindhoven.

### Carrière
À partir de 1980, il publie des bandes dessinées dans divers magazines régionaux (De Nete et Publiflash). Même pendant ses études, il soumet ses bandes dessinées familiales Koemans au mensuel Spetters de Jan Bucquoy. Malheureusement, la disparition du magazine retarde ses débuts. De 1981 à 1983, il publie régulièrement dans le bimensuel familial Jet. Par la suite, il crée diverses bandes dessinées pour les magazines Top-magazine (Oebel en Isabel) et Zonneland, publiés par Altiora Averbode. En 1984, sa bande dessinée humoristique De Lolympische Spelen paraît dans Robbedoes, d'après un scénario de Raoul Cauvin. Plus tard, une bande dessinée des deux auteurs suit dans Zee, zon en zand [« Mer, Soleil et Sable »]. La même année, sa bande dessinée familiale sur la famille Koemans paraît dans le quotidien 24 uur. Plus tard, ces bandes dessinées furent colletées en album publié par Clumzy sous le titre Duistere tijden?..... Avec Yaack (aka Jacques Bakker), il crée Wilm van de film [« Wilm du film »] pour les Éditions Standaard et Met de rode guiten naar Mexico [« Avec les Rouges au Mexique »], paru dans la Gazet van Antwerpen en 1986. Suivront Daphne, Diederik & Floppy pour le journal Het Volk (1987-1989), d'après un scénario d'Uco Egmond. Avec Egmond, il crée également une bande dessinée sur la vie de Wolfgang Amadeus Mozart (Top-magazine, 1988). En 1990, Caryl Strzelecki (sous le pseudonyme de Chessman) dessine une bande dessinée, Vincent, pour le quotidien Het Volk afin de commémorer le centenaire de la mort de Vincent van Gogh.
Il travaille ensuite pour diverses agences de publicité. Entre-temps, il a également réalisé une bande dessinée pour Cubitus de Dupa, cette fois en tant qu'artiste invité, pour plusieurs journaux néerlandais. En 2000, cependant, il fait un retour remarqué avec une bande dessinée basée sur un scénario d'Herman Brusselmans, De Koffer.
Illustrateur de livres pour enfants, il est surtout connu ses collaborations avec l'écrivain Leander Hanssen (nl). Il consacre également une partie de son temps à la création de ce qu'il appelait des « poèmes graphiques », c'est-à-dire des imitations illustrées de poèmes de Charles Bukowski. Il compile de nombreux dessins de cette période sur son site web.
En 2011, De kleuren van het getto, un roman graphique sur le ghetto de Varsovie, est publié en collaboration avec l'auteure Aline Sax. De kleuren van het getto est nommé à plusieurs reprises pour des prix prestigieux, dont le White Raven (Bibliothèque internationale pour la jeunesse de Munich), le Kerntitel Jonge Jury 2013, De Kleine Cervantes 2013 et le prix Thea Beckman 2013. Le livre est traduit en anglais par Laura Watkinson sous le titre The War Within These Walls et est récompensé par le National Jewish Book Award (en) et le Sydney Taylor Book Award (en). Il est également traduit en danois, en coréen et en français sous le titre Les Couleurs du ghetto. Son roman graphique suivant De Gierenclub [« Le Club des Vautours »] en collaboration avec Rudi Vranckx (nl) est publié en 2013 par De Bezige Bij (nl).
En 2016, un autre roman graphique, Verloren [« Perdu »], relatant des histoires vraies de réfugiés, est publié par l'éditeur, Lannoo. Oktober est un roman d'amour émouvant qui se déroule sur fond de révolution russe, coécrit avec l'écrivain Johan de Boose (nl).
Il rend hommage à Pom dans Op Het Spoor van Pom en 2011. 

### Vie privée
Il vit à Lommel depuis 1971.

## Publications
Liste des publications en français
- Les Couleurs du ghetto[4],[5], La Joie de Lire, coll. « Encrage », Genève, 18 avril 2019
Scénario : Aline Sax - Dessin et couleurs : Caryl Strzelecki -  (ISBN 978-2889084739)

## Récompenses
- 2014 :
  -  : National Jewish Book Award (en)[1] 2014 (The War Within These Walls - traduction de Les Couleurs du ghetto) ;
  -  : Médaille d'argent au Sydney Taylor Book Award (en)[1] 2014 (The War Within These Walls - traduction de Les Couleurs du ghetto) ;
  -  : Batchelder Honor Award (en) 2014 (The War Within These Walls - traduction de Les Couleurs du ghetto).

#### Livres
- (nl) « Caryl Strzelecki », dans Striptekenaars in Vlaanderen [« Les Dessinateurs de bande dessinée en Flandre »], Anvers, Vlaamse Onafhankelijke Stripgilde, 1982, 132 p., ill. (ISBN 90-70481-15-4, OCLC 902354153, présentation en ligne), p. 106-107.